# Вероника седая
Веро́ника седа́я (лат. Verónica incána) — многолетнее травянистое растение, вид рода Вероника (Veronica) семейства Подорожниковые (Plantaginaceae).

## Распространение и экология
Западная Европа: Румыния (отдельные районы), Сербия, Болгария; Азия: Монголия (на юг до окраины Гоби), Китай (на востоке Внутренней Монголии). На территории бывшего СССР от Черновицкой области Украины на восток до низовьев реки Колымы и Анадыря.
Произрастает на каменистых и степных склонах, по скалам, в сухих сосновых и лиственных лесах, иногда на солонцеватых лугах, в субальпийском и альпийском поясах, на известняковых и мергелистых склонах и по сухим руслам.
Холодостойкое растение. Зимуют листья и наземные оси, иногда в долине реки Оки наблюдается цветение во время оттепелей даже в декабре.

## Ботаническое описание
Корневище восходящее, ветвистое, деревянистое.
Стебли высотой 10—45 (до 60) см, прямые, крепкие, приподнимающиеся, простые или слабо ветвистые. Все растение сероватое или белое, войлочно-опушенное от спутанных, курчавых и тонких волосков, реже зеленоватое.
Листья супротивные, несколько прижатые к стеблю, косо вверх направленные, от яйцевидных до продолговатых и ланцетно-продолговатых, длиной 1,5—10 см, шириной 0,5—2 см, на верхушке цельнокрайные, в остальной части неясно-мелко-городчатые или тупозубчатые, с клиновидным основанием. Нижние листья сближены и образуют как бы розетку (часто эти листья зимующие), от яйцевидных до продолговатых, с черешком длиной до 2,5 см, по краю мелко городчато-зубчатые, на верхушке тупые или закруглённые. Верхние — продолговато-ланцетные до ланцетных, с черешком длиной около 1 см, островатые, почти цельнокрайные или цельнокрайные. Самые верхние — сидячие, уменьшенные.
Соцветие — верхушечная кисть, одиночная, реже с двумя боковыми ветвями, колосовидная, густая, длиной 3—10 (до 30) см, диаметром 1,2—1,5 см, у основания иногда прерывистая. Прицветники ланцетнолинейные или верхние шиловидные, вдвое длиннее цветоножек, равны или превышают чашечку, беловойлочные, без железистого опушения. Цветки почти сидячие или на коротких цветоножках, значительно короче чашечек; чашечка длиной 3—4 мм, глубоко рассечена на четыре неодинаковые яйцевидно-продолговатые или ланцетные туповатые доли, вся беловойлочная или сероопушённая; венчик диаметром 4—7 мм, колесовидные, синие, редко белые, почти втрое превышающие чашечку, с широкой трубкой, вдвое короче отгиба; доли венчика островатые или острые, неправильные, от продолговато-яйцевидной до яйцевидных (две боковые) и широкояйцевидной лопастей. Тычинки прямые, более менее выставляются из венчика; пыльники длиной около 1—2 мм, яйцевидные.
Коробочка округлая, яйцевидная или округло-почковидная, длиной и шириной 3—5 мм, с округлым или коротко клиновидным основанием, растрескивающиеся на верхушке, с узкой выемкой. Семена длиной 0,75 мм и шириной 0,5 мм, яйцевидные, плоско-выпуклые или плоские.

## Таксономия
Вид Вероника седая входит в род Вероника (Veronica) семейства Подорожниковые (Plantaginaceae) порядка Ясноткоцветные (Lamiales).
|  |                                      |  |                                                             |                                                             |                          |  | ещё 21 семейство (согласно Системе APG II) | ещё 21 семейство (согласно Системе APG II) |                    |  |  |  | ещё от 300 до 500 видов |
|  |                                      |  |                                                             |                                                             |                          |  | ещё 21 семейство (согласно Системе APG II) | ещё 21 семейство (согласно Системе APG II) |                    |  |  |  | ещё от 300 до 500 видов |
|  |                                      |  |                                                             | порядок Ясноткоцветные                                      |                          |  |                                            |                                            | род Вероника       |  |  |  |                         |
|  |                                      |  |                                                             | порядок Ясноткоцветные                                      |                          |  |                                            |                                            | род Вероника       |  |  |  |                         |
|  | отдел Цветковые, или Покрытосеменные |  |                                                             |                                                             | семейство Подорожниковые |  |                                            |                                            | вид Вероника седая |  |  |  |                         |
|  | отдел Цветковые, или Покрытосеменные |  |                                                             |                                                             | семейство Подорожниковые |  |                                            |                                            |                    |  |  |  |                         |
|  |                                      |  | ещё 44 порядка цветковых растений (согласно Системе APG II) | ещё 44 порядка цветковых растений (согласно Системе APG II) |                          |  |                                            | ещё 90 родов                               | ещё 90 родов       |  |  |  |                         |
|  |                                      |  |                                                             | ещё 44 порядка цветковых растений (согласно Системе APG II) |                          |  |                                            |                                            | ещё 90 родов       |  |  |  |                         |

По данным The Plant List, Veronica incana является синонимом Pseudolysimachion incanum (L.) Holub.